# ألان شالمرز
ألان شالمرز (بالإنجليزية: Alan Chalmers)‏ هو فيزيائي وبروفيسور وفيلسوف أسترالي، ولد في 1939 في برستل في المملكة المتحدة.